# Apeadero Cabal
Cabal era una estación de ferrocarril ubicada a 3 km al este de la localidad homónima, departamento La Capital, provincia de Santa Fe, Argentina
La estación fue habilitada en 1889 por el Ferrocarril Provincial de Santa Fe.

## Servicios
Era una de las estaciones intermedias del Ramal F del Ferrocarril General Belgrano.